# Antony Cotton

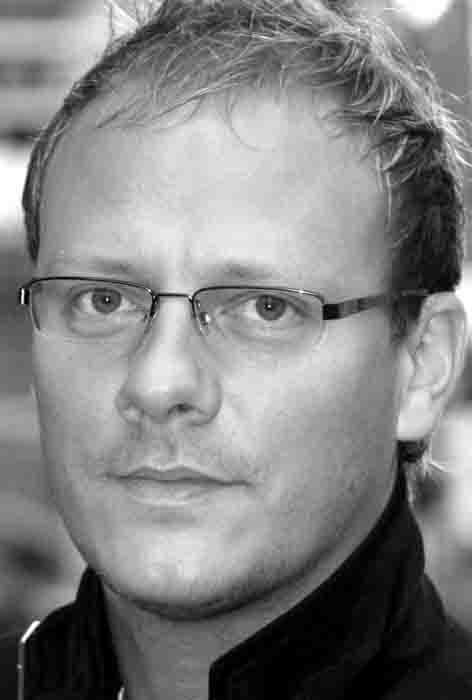
Antony Cotton, 2006

Antony Cotton (* 5. August 1975 in Bury, Greater Manchester) ist ein britischer Schauspieler.

## Leben
Cotton ist der Sohn der britischen Schauspielerin Enid Dunn. Er besuchte die Woodhey High School in Holcombe Brook bei Ramsbottom (Greater Manchester). Nach seiner Schulzeit studierte er Gesang und Tanz an der Davies School of Dance und an der Lupino School in England. Cotton spielt in der britischen Fernsehserie Coronation Street die Rolle des Sean Tully. In weiteren Rollen war er unter anderem in The Cops, Queer as Folk und Absolutely Fabulous zu sehen. Cotton lebt mit seinem Lebenspartnern Peter Eccleston in London.
2011 nahm er an der elften Staffel der britischen Fernsehshow I’m a Celebrity…Get Me Out of Here! teil. 2018 nahm er an der zehnten Staffel der Eiskunstlaufshow Dancing on Ice teil.

## Filmografie (Auswahl)
- 1998: The Cops (Fernsehserie)
- 1999: Love in The 21st Century
- 1999–2000: Queer as Folk (Fernsehserie)
- 2001: Absolutely Fabulous (Fernsehserie, 2 Episoden)
- 2003: Burn It (Fernsehserie)
- seit 2003: Coronation Street (Fernsehserie)

## Preise und Auszeichnungen (Auswahl)
- 2005: National Television Awards für seine Rolle in Coronation Street
- 2007: The British Soap Awards als bester Schauspieler